# Хайдарион
Хайдарион (греч. Χαϊδάριον ή Χαϊδάρι) — город в Греции. Расположен на высоте 98 метров над уровнем моря, на Афинской равнине, у восточного подножия горы Эгалео, в 6 километрах к северо-западу от центра Афин. Административный центр одноимённой общины (дима) в периферийной единице Западные Афины в периферии Аттика. Население составляет 45 642 жителя по переписи 2011 года. Димархом общины на местных выборах 2014 года избран Михалис Селекос (Μιχάλης Σελέκος).
Город пересекает проспект Атинон, часть национальной дороги 8 Афины — Коринф, по южной окраине города проходит Священная дорога (Иера-Одос), ведущая в Элефсис.

## История
В Хайдарионе находятся руины храма Афродиты, упоминаемого Павсанием.
В 1826 году в ходе Греческой революции состоялась битва при Хайдари, в которой греки под командованием Георгиоса Караискакиса и Шарля Николя Фавье противостояли турецким войскам под командованием Кютахи. 
Город создан в 1897 году (ΦΕΚ 59Β). Население пополнилось беженцами из Малой Азии после Малоазийской катастрофы и греко-турецкого обмена населением. В Хайдарионе находится византийский монастырь Дафни, дворец Палатаки, резиденция короля Оттона I и Ботанический сад имени Иулии и Александроса Диомидосов, относящийся к Афинскому университету.

## Концентрационный лагерь Хайдари
Концентрационный лагерь «Хайдари» был основан немецкими оккупантами в период оккупации странами «оси» (1941—44) как место задержания греческих патриотов и борцов Движения Сопротивления. На протяжении всего периода своего существования в лагере содержались тысячи патриотов, многие из которых были казнены, в том числе за попытки к бегству, либо как акт возмездия за саботаж против оккупационных войск или за казни немцев и коллаборационистов. Лагерь «Хайдари» был закрыт в октябре 1944 года.

## Сообщество Хайдарион
Сообщество Хайдарион создано в 1935 году (ΦΕΚ 179Α), в 1947 году (ΦΕΚ 107Α) создана община. В сообщество входит Скарамангас. Население составляет 46 897 жителей по переписи 2011 года. Площадь 22,655 квадратного километра. Плотность — 2070,05 человека на квадратный километр. 
| Населённый пункт | Население (2011), человек |
| ---------------- | ------------------------- |
| Скарамангас      | 1255                      |
| Хайдарион        | 45 642                    |

## Население
| Год  | Население, человек |
| ---- | ------------------ |
| 1920 | 551                |
| 1928 | 848                |
| 1940 | 5868               |
| 1951 | 13 773             |
| 1961 | 24 002             |
| 1971 | 38 121             |
| 1981 | 47 396             |
| 1991 | 46 299             |
| 2001 | 47 526             |
| 2011 | ↗ 45 642           |